# Đào Duy Anh (nhạc sĩ)
Đào Duy Anh, tên tiếng Anh là David Dao (sinh 1948) là một ca sĩ, nhạc sĩ, bác sĩ người Mỹ gốc Việt. Ông sáng tác nhiều bài hát dựa trên nền tảng âm nhạc Việt Nam là ca dao và dân ca.

## Sự nghiệp
Đào Duy Anh là học sinh trường Petrus Ký, từng học nhạc với nhạc sư Nguyễn Hữu Ba. Năm 1974, ông Duy Anh tốt nghiệp Đại Học Y Khoa Sài Gòn rồi nhập ngũ phục vụ trong quân đội Việt Nam Cộng Hòa với cấp bậc trung úy quân y. Ông tại ngũ được một năm thì xảy ra sự kiện 30 tháng 4 năm 1975, ông và gia đình di tản qua Mỹ. Trong thời gian đầu khi mới sang Hoa Kỳ, Đào Duy Anh sống tại Seattle, tiểu bang Washington và tham gia dạy âm nhạc Việt Nam tại đại học University of Washington khoảng 1 năm. Ông tiếp tục học lại y khoa 7 năm rồi học thêm về chuyên khoa Pulmonary and Critical care tại University of Louisville, Kentucky. David Dao từng làm việc tại bệnh viện Hardin Memorial và có một phòng khám tư riêng.
Ngày 11 tháng 4 năm 2017, báo Telegraph đưa tin ông David Dao từng bị kết án vì gạ tình dục đồng giới với một bệnh nhân để đổi lại việc kê đơn thuốc. Ngoài Telegraph, còn có các tờ báo Courier-Journal, tờ New York Post và tờ WJLA ở Washington cũng cùng đưa tin về quá khứ của ông David Dao. Tuy nhiên, cộng đồng mạng cho rằng chuyện đời tư trước đây của ông không hề liên quan tới việc ông bị đối xử trên chuyến bay của hãng United Airlines và đó là điều không thể chấp nhận được.
Báo Telegraph cũng cho biết, "Ông Đào bị tước giấy phép hành nghề, và sau đó chuyển sang làm một tay chơi poker chuyên nghiệp". Trong lĩnh vực poker, David Dao có một số thành công. Ông xếp ở vị trí thứ hai trong World Series of Poker Circuit 2009, kiếm được hơn 117,000 Đô la Mỹ. Theo World Series of Poker, tổng thu nhập của ông từ poker là 234,664 Đô la Mỹ.

### Gia đình
David Dao có vợ là Teresa Dao cũng sinh năm 1948. Bà từng là bác sĩ nhi khoa tại Sài Gòn. Khi qua Hoa Kỳ, bà làm việc tại Elizabethtown, Kentucky, về phía nam của thành phố Louisville. Ông và bà có năm người con, trong đó có bốn người là bác sĩ. Người con trai cả là ông Tim, 34 tuổi, làm ngành dược ở tiểu bang Texas. Người con trai thứ là Ben, 31 tuổi, đã tốt nghiệp thạc sĩ ngành y. Cô con gái kế là Christine, 33 tuổi, làm bác sĩ ở Durham, New York và người con gái út Angela là thạc sĩ ngành y tại đại học Kentucky.

## Hoạt động trong lĩnh vực âm nhạc
Đào Duy Anh theo học tại trường Âm nhạc Quốc gia Việt Nam tại Sài Gòn giai đoạn trước năm 1975. Năm 1967, đã sáng lập nhóm nhạc Bách Việt với các thành viên là những sinh viên y khoa, nha khoa, dược khoa, kỹ sư yêu âm nhạc và có học nhạc tại trường Quốc gia âm nhạc và kịch nghệ Sài Gòn. Nhóm nhạc này chủ trương sáng tác và biểu diễn các ca khúc được viết trên nền tảng là ca dao và dân ca 3 miền của Việt Nam. Nhóm có các thành viên nổi tiếng tham gia như ca sĩ Ngọc Anh, Ngọc Yên, Diệu Đức, nhạc sĩ Tonny Hiếu, nhạc sĩ Y Vũ và sau này có ca sĩ Đình Văn, nhạc sĩ Nhất Sinh. Nhạc sĩ Đào Duy Anh là người thạo chơi đàn tranh và đàn cò. Ông được đánh giá là rất giỏi về nhạc cụ cổ truyền Việt Nam.
Năm 1975, ông David Dao tham gia giảng dạy tại trường Đại học Washington. Nhạc sĩ Đào Duy Anh lại tiếp tục thành lập ban nhạc Bách Việt 3 và trình diễn ở trên nhiều tiểu bang ở Mỹ. Vào năm 2014, trong dịp về thăm Việt Nam, nhạc sĩ Đào Duy Anh đã cùng các đồng nghiệp trong ban nhạc Bách Việt 1, 2 thực hiện album 45 Kỷ niệm và Tiếng vọng xưa.
Năm 2015, ông cùng nhạc sĩ Trần Bộ, giáo sư Hoàng Cơ Thụy, nghệ sĩ Xuân Yên- vợ giáo sư Hoàng Cơ Thụy cùng các ca sĩ Ngọc Yến, Ngọc Điệp, Ngọc Hà và đã có 2 buổi biểu diễn những ca khúc của nhạc sĩ Đào Duy Anh ở quận Cam và ở San Jose nhân 45 năm thành lập nhóm Bách Việt.

### Tác phẩm
Nhạc sĩ Đào Duy Anh có nhiều bài hát mang âm hưởng dân ca được khán giả yêu thích. Ông là người luôn ấp ủ những dự án âm nhạc dân tộc. Một số tác phẩm nổi tiếng của ông:
- Tát nước đầu đình.[14]
- Ta về ta tắm ao ta. (Giải vàng trong một cuộc thi âm nhạc ở Sài Gòn trước năm 1975).[13]
- Cầu tre quê hương.[14]
- Hương đạo ca.[14]
- Sài Gòn mưa cuối mùa.[15]
- Đêm nghe tiếng đàn bầu.
- Cơn gió thoảng.

### Trong Văn học
Nhạc sĩ Đào Duy Anh là một nhân vật trong truyện dài Mùa Hè năm Petrus của nhà văn Lê Văn Nghĩa. Trong truyện dài Mùa Hè năm Petrus, nhân vật Duy Anh xuất hiện từ trang 289 và trang 455, ông chơi trong một ban nhạc học đường và hoạt động trong bối cảnh, con người cùng những sinh hoạt của những năm 60 thế kỷ XX.

## Vụ bị lôi khỏi chuyến bay của hãng United Airlines
Ngày 9 tháng 4 năm 2017, trên máy bay của hãng hàng không Mỹ United Airlines chuẩn bị cất cánh từ Chicago đi Louisville, Kentucky, David Dao đã bị các nhân viên an ninh sân bay dùng vũ lực ép rời khỏi máy bay để nhường chỗ cho thành viên phi hành đoàn dự bị. Do hãng đã bán số lượng vé vượt quá số ghế trên máy bay, nên họ yêu cầu ông và một số hành khách khác rời khỏi máy bay, kèm theo bồi thường. Bác sĩ David Dao khi ấy không đồng ý vì ông đã có hẹn với bệnh nhân ở Louisville. Ông từ chối đổi chuyến nên liền sau đó bị nhân viên an ninh kéo lê ra khỏi máy bay. Các xô xát đã khiến ông bị thương và chảy máu ở miệng. Vụ việc được các hành khách đi cùng quay phim lại rồi phát tán mạnh trên mạng Internet. Một làn sóng phản đối cùng những hệ lụy liên quan đã xảy ra sau đó. Ngày 11 tháng 4, cổ phiếu trên sàn New York của United Airlines giảm hơn một tỷ USD trong phiên đầu của ngày. Một số cuộc biểu tình đã diễn ra để phản đối hãng hàng không United Airlines. Bộ Giao thông vận tải Mỹ phải vào cuộc điều tra vụ việc. Nhiều nghị sĩ, chính khách và ngay cả tổng thống Mỹ đã lên tiếng chỉ trích cách xử lý vụ việc của hãng hàng không.